# Pájara
Pájara ist die südlichste und flächenmäßig größte der sechs Gemeinden der Kanareninsel Fuerteventura. Das Rathaus (ayuntamiento) und somit der Sitz der Gemeinderegierung befindet sich im gleichnamigen Ort Pájara. Seit dem 17. Juni 2023 ist Alejandro Jorge von der Partei PSOE Bürgermeister von Pájara.

## Orte der Gemeinde und Bevölkerungsentwicklung
| Ort             | 2011      | 2020 |
| --------------- | --------- | ---- |
| Morro Jable     | 7841      | 8368 |
| Costa Calma     | 5531      | 5782 |
| Solana Matorral | 2044      | 1606 |
| La Lajita       | 1692      | 2017 |
| Pájara          | 1096      | 1051 |
| Esquinzo        | 0.806     | 1005 |
| La Pared        | 0.609     | 529  |
| Piedras Caidas  | 0.327     | 502  |
| Toto            | 0.279     | 258  |
| Ajuy            | 0.091     | 78   |
| Cardón          | 0.130     | 116  |
| Mal Nombre      | 0.088     | 7    |
| Punta Jandía    | 0.031     | 30   |
| Chilegua        | unbewohnt | 0    |

| Jahr | 2021   | 2011   | 2001   | 1991  | 1981  | 1970  | 1960  | 1950  | 1940  | 1900  |
| ---- | ------ | ------ | ------ | ----- | ----- | ----- | ----- | ----- | ----- | ----- |
| Zahl | 20.892 | 19.773 | 12.382 | 5.242 | 3.231 | 2.284 | 2.374 | 1.736 | 1.345 | 1.161 |

Die Bevölkerungsentwicklung der Gemeinde Pájara lässt sich nur auf dem Hintergrund der touristischen Erschließung Fuerteventuras verstehen. Lange Jahrzehnte schwankte die Einwohnerzahl zwischen 1000 und 2000. Dies änderte sich mit der Erschließung der langen Sandstrände im Süden des Gemeindegebietes für den Tourismus, vor allem durch die Urbanisationen Morro Jable und Costa Calma. Heute weisen alleine diese beiden Gemeindeteile fast drei Viertel der Einwohner auf. 
Der Anteil von Einwohnern ausländischer Herkunft lag 2022 bei 34,9 %. Davon waren 2.056 Deutsche, die damit einen Anteil von 28,4 % ausmachten. Einen großen Anteil verzeichneten auch Marokkaner (17,6 %) und Italiener (9,8 %).

## Geschichte

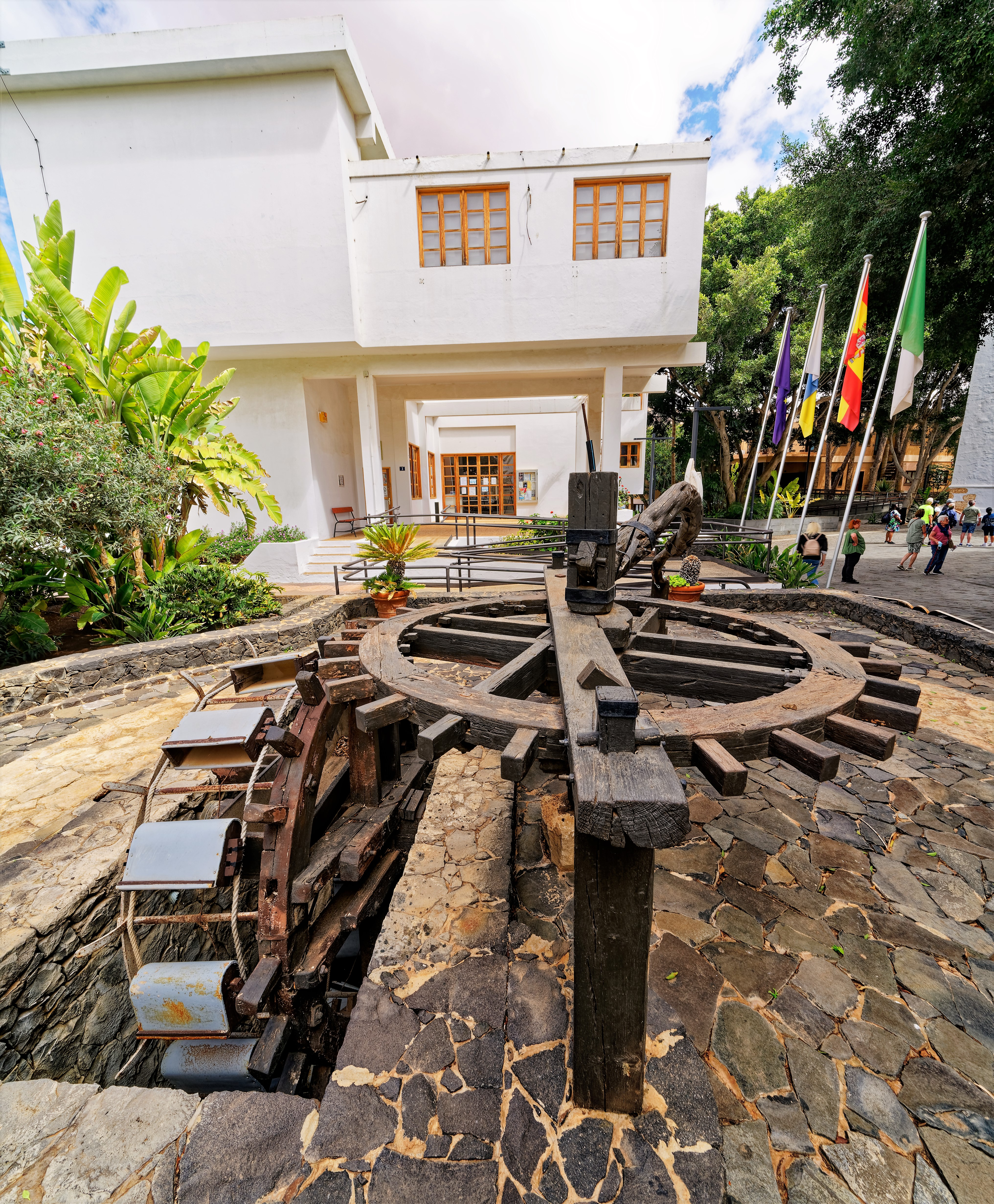
Das Rathaus mit historischer Wasserpumpe

Der Name Pájara stammt von dem alten Barranco de Pájara. Dort soll es viele Rebhühner gegeben haben, denn das Wort Pájara bedeutet in andalusischem Dialekt Rebhuhn.
Der Name des Ortes wird erstmals 1612 in einem Dokument über Betancuria erwähnt. Nach Ende der Conquista begann das Dorf zu wachsen. Im 17. Jahrhundert profitierte man von Landbau, Viehzucht, Fischfang und dem Handel, der über die Häfen von La Pared und Peña Horadada betrieben wurde. Obwohl auch Hungersnöte nach besonders trockenen Zeiten öfters einen Emigrationswelle auslösten, wurde Pájara Sitz einer der fünf Infanterietruppen der Insel. 1681 sprachen die Einwohner bei der Inselregierung vor, um eine Ausdehnung des Saatlandes zu erreichen, da die Einwohnerzahlen so gestiegen seien, dass die Ländereien nicht mehr ausreichten.
Das erste Kirchenschiff der Nuestra Señora de Regla wurde im gleichen Jahr erbaut. Der Bischof Juan Ruiz Simón (1706–1712) kam auf die Insel und kritisierte den Mangel an kirchlicher Präsenz in abgelegenen Dörfern, wovon er bei seiner Rückkehr nach Spanien König Felipe V in Kenntnis setzte. Das hatte zur Folge, dass 1708 die Hilfspfarrei Nuestra Señora de Regla in Pájara gegründet wurde.
Die im 18. Jahrhundert stark anwachsende Bevölkerung erhielt 1776 ein pósito, einen Lagerraum, in dem Vorräte für Dürreperioden aufbewahrt wurden. In dieser Zeit lebte man hauptsächlich von Viehzucht und der Produktion von Weizen, Gerste, Kartoffeln und Salzkraut. Esel und Kamele trieben traditionsgemäß die Wasserschöpfräder (norias) und Getreidemühlen (tahonas) an. Ende des 18. Jahrhunderts wurde durch den Abbau von Kalkstein der gebrannte Kalk ein wichtiger Exportartikel.
Im 19. Jahrhundert kam die Herstellung des Karmin oder Cochenillefarbstoffs dazu. Dieser begehrte rote Farbstoff stammt von den auf den Opuntien gezüchteten Larven der Schildlaus.

## Region
Die Gemeinde Pájara verfügt über insgesamt 150 Kilometer Küste. Nördlich schließt sich die Gemeinde Betancuria, östlich die Gemeinde Tuineje an. Pájara teilt sich durch die Landenge La Pared in die Halbinsel Jandía im Süden und den nördlichen Gemeindeteil.

### Pájara

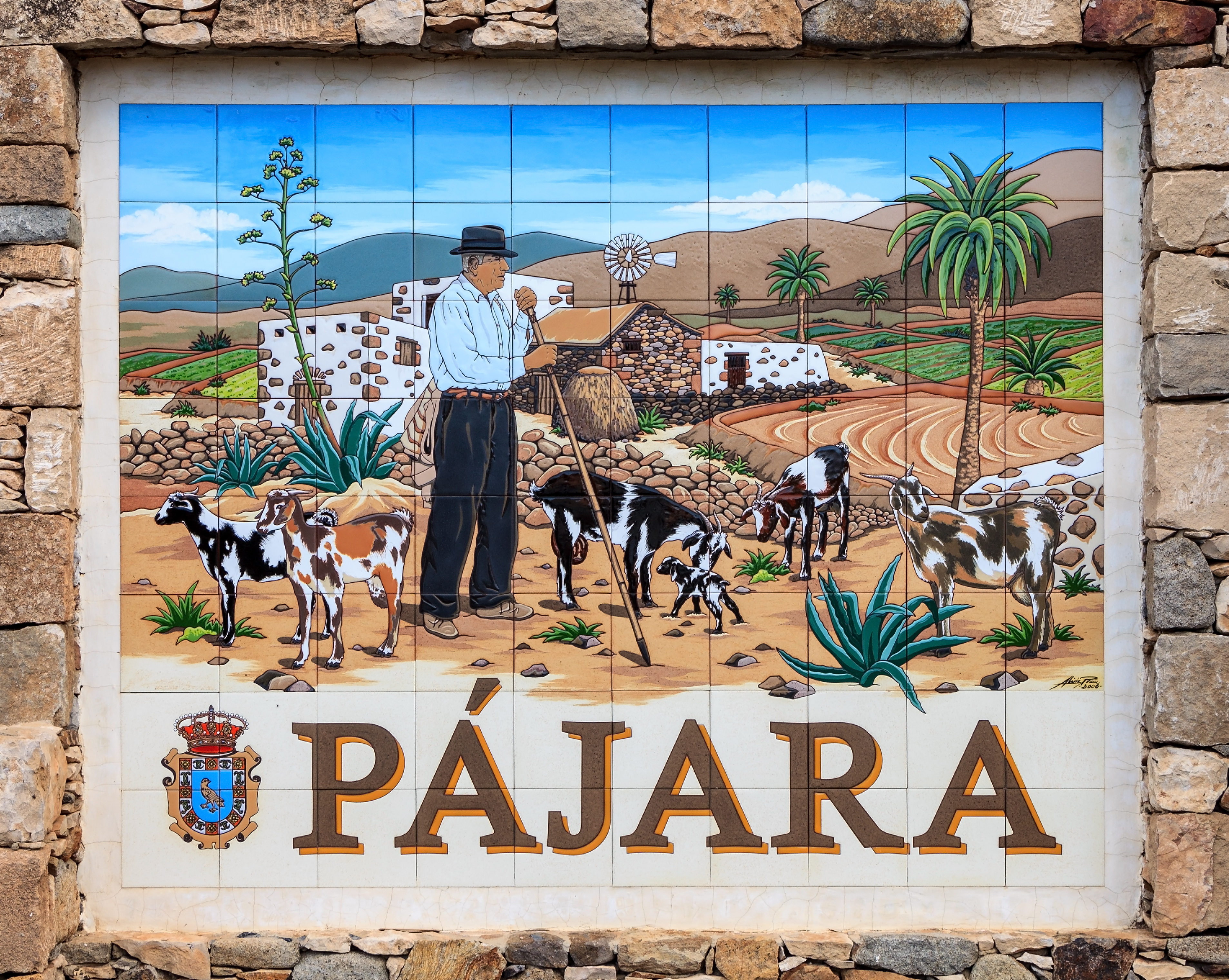

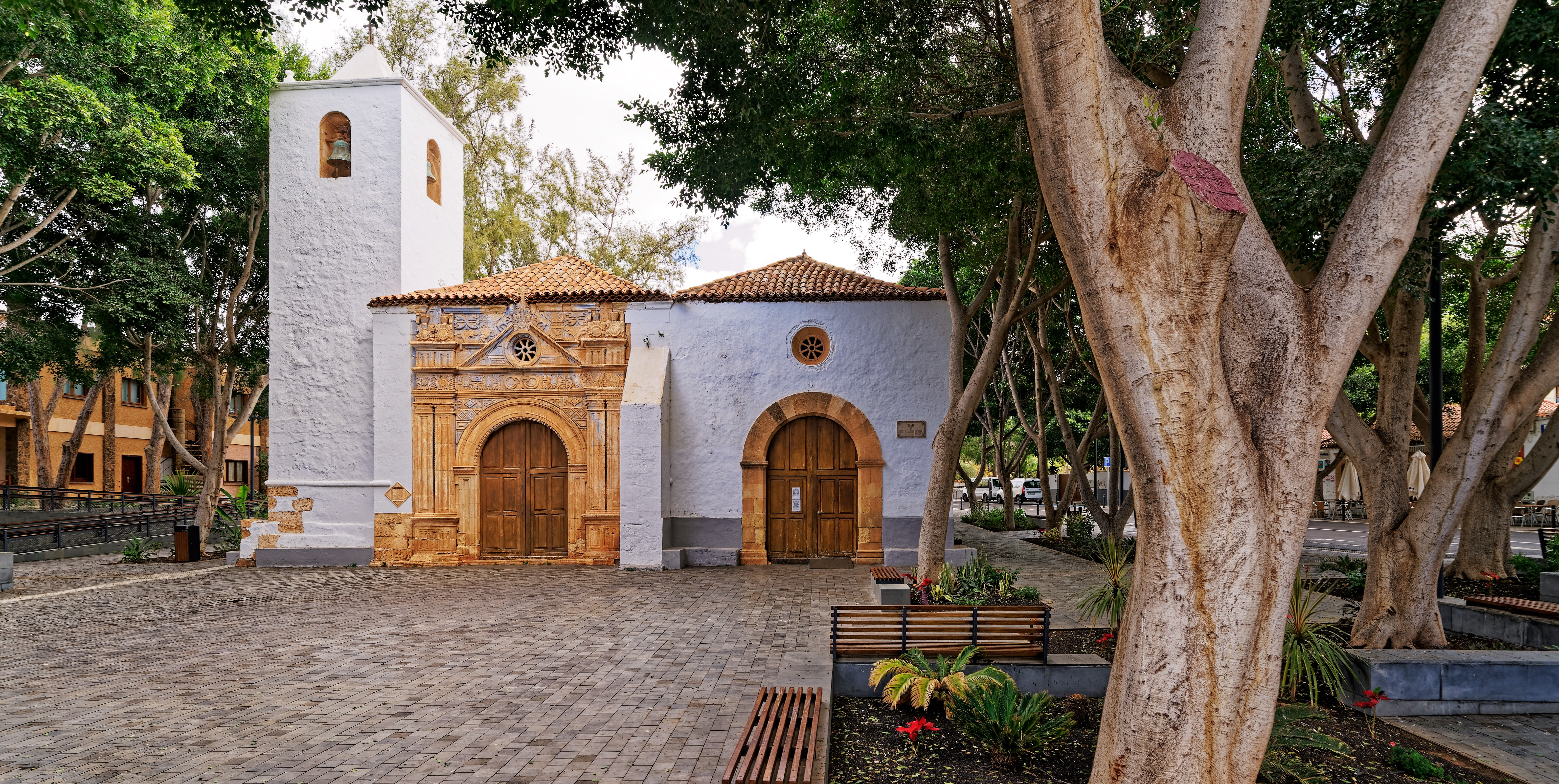
Kirche Nuestra Señora de Regla in Pajara

Der wohlhabende Ort Pájara liegt wie eine Oase im Tal zwischen 600 Meter hohen Bergen, von denen der Fenduca mit 609 Metern über Meeresspiegel der höchste ist. Im Ort steht die 1733 fertiggestellte Kirche Nuestra Señora de Regla. Die Skulptur der Schutzheiligen Virgen de Regla wird ebenfalls in Kuba als Schutzpatronin der Städte Havanna und Regla, einer gleichnamigen Provinzstadt, verehrt. Links neben der Kirche befindet sich das Centro Cultural de Pájara mit der Gemeindebibliothek. Gegenüber präsentiert sich das Rathaus (Ayuntamiento) in modernem Erscheinungsbild. Die Plaza ziert ein eselbetriebenes Wasserschöpfrad (noria) aus dem 19. Jahrhundert. Solche Norias dienten noch vor Jahrzehnten zum Bewässern der Felder. Heute hat jedoch die Landwirtschaft stark an Bedeutung verloren, die einstigen Bewässerungssysteme verfallen. Heute existiert in Pájara sogar ein kommunales Süßwasserschwimmbad, ein echter Luxus auf dieser trockenen Insel.
Im Ortskern findet man auch die Casa del Artesano, wo man kanarische Handwerkskunst besichtigen kann.
Am Ortsausgang in Richtung Puerto del Rosario drückt sich das Selbstbewusstsein des Ortes auch in der Statue eines Ziegen melkenden Bauern aus. Auf Fuerteventura leben weniger Menschen als Ziegen. Das bedeutet aber auch eine Gefahr für die Umwelt, denn das Land wurde durch die Ziegen regelrecht kahl gefressen. Der Ziegenkäse heißt auf der Insel queso majorero, weil die Einwohner Fuerteventuras sich Majoreros nennen.

### Ajuy
Ajuy, auch Puerto de la Peña genannt, war zu Zeiten des Eroberers Jean de Béthencourt im 15. Jahrhundert wichtigster Hafen der Insel. Heute ist es ein kleines Fischerdorf. Der Ort verlor seine Bedeutung an Puerto de Cabras, die heutige Inselhauptstadt Puerto del Rosario.

### Toto
In Toto steht die Ermita de San Antonio de Padua. Diese Kirche ist dem heiligen Antonius von Padua gewidmet, wurde in der zweiten Hälfte des 18. Jahrhunderts erbaut und 1795 fertiggestellt. Sie besteht aus einem Schiff, verfügt aber über zwei Portale. Im Innern findet man eine Statue des Schutzpatrons des Ortes, des Heiligen Antonius.

## Wirtschaft

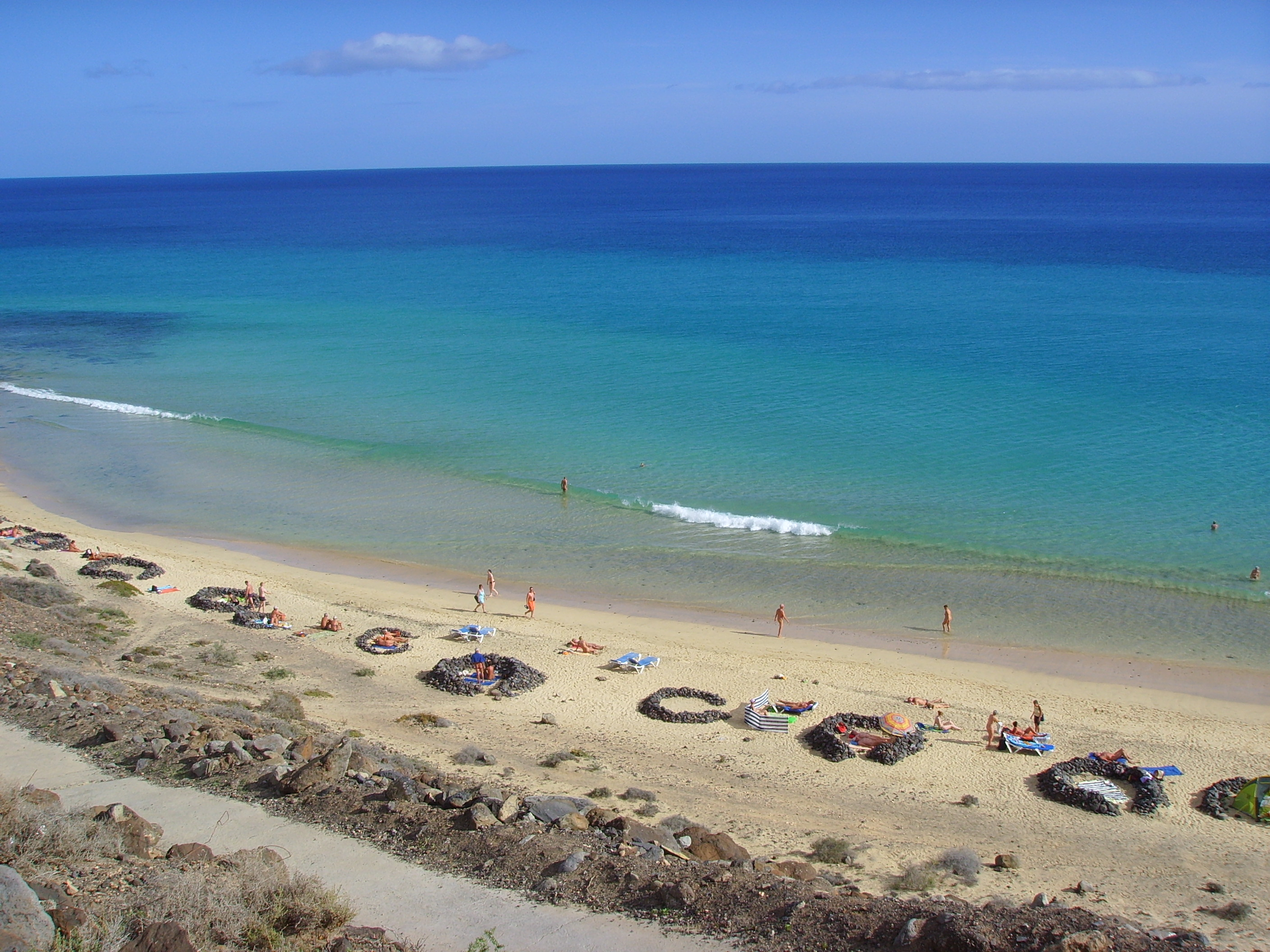
Strand unterhalb der Urbanización Esquinzo

Heute arbeiten 90 Prozent der Bevölkerung im touristischen Sektor. Herausforderung dabei ist, Maß zu halten, so dass das Ökosystem der Insel nicht gefährdet wird. Weitere Hotelbauten sind nicht geplant. Es gibt das Zitat: Die Gemeinde Pájara benötigt nicht ein Bett mehr!. Um nicht nur von diesem Wirtschaftszweig abhängig zu sein, hat sich die jetzige Regierung zur Aufgabe gemacht, Ackerbau und Viehzucht wieder zu fördern und neu aufzubauen. Ziel ist ein gewisser Grad der Selbstversorgung.

## Anstieg Meeresspiegel
Der Klimawandel stellt eine Bedrohung für die Kanarischen Inseln dar, wobei die Auswirkungen auf den verschiedenen Inseln unterschiedlich stark ausfallen werden. Bei einem gleichmäßigen Anstieg des Meeresspiegels sind Fuerteventura und Lanzarote insgesamt stärker betroffen. Besonders gefährdet ist die Stadt Pájara. Unter Berücksichtigung der betroffenen Wirtschaftsgüter wie Strände und Bauwerke sind bis 2100 etwa 309,7 Hektar Kulturerbe sowie weitere 365,4 Hektar Lebensräume und Ökosysteme betroffen. Laut aktuellen Schätzungen beläuft sich der potenzielle Schaden auf rund 208 Millionen Euro. Der gesellschaftliche Schaden ist noch erheblich größer, da etwa sieben von zehn Beschäftigten in der Region im Gastgewerbe tätig sind. Dies geht aus den Daten des Beschäftigungsobservatoriums der Kanarischen Inseln (OBECAN) hervor.

## Persönlichkeiten
- Juan Miguel Cubas Sánchez (* 1969), Bildhauer